# Kihurio
Kihurio è una circoscrizione mista (mixed ward) della Tanzania situata nel distretto di Same, regione del Kilimangiaro. Conta una popolazione di 10 341 abitanti (censimento 2012).